# Барташевич, Константин Михайлович
Константин Михайлович Барташевич (27 февраля 1899 — 13 марта 1975) — советский актёр театра и кино.

## Биография
Константин Барташевич родился 27 февраля 1899 года в Москве в семье художника-ретушёра. В 1906—1916 годах учился в Московском реальном училище Святого Михаила, затем поступил юнкером в Алексеевское военное училище. После выпуска из училища в октябре 1916 года прапорщик Барташевич участвовал в Первой мировой войне, служил на Северном фронте, дослужился до звания подпоручика.
В мае 1918 года демобилизовался, в сентябре того же года вступил в Красную армию, был секретарём штаба войск ВОХР. Участвовал в художественной самодеятельности.
В мае 1921 года стал артистом Санпросветстудии при Московском санитарном управлении и параллельно обучался в киношколе Бориса Чайковского. Роль Василия в фильме «В тылу у белых» (1925) была зачтена как дипломная работа. В 1922—1924 годах также учился в 1-й Студии МХАТа.
В течение одного сезона играл в Московском театре Санпросвета, затем 4 года был режиссёром драматического коллектива Клуба Народного Комиссариата иностранных дел. После этого играл в Московском театре «Комедия» (бывший Корш), Московском театре «Интернациональный рабочий», Центральном театре Красной армии. 
В 1938—1947 годах был актёром и режиссёром в Московском театре миниатюр. После закрытия театра играл в Драматическом трудовом коллективе и Московском музыкальном театре имени Станиславского и Немировича-Данченко, выступал от Мосгосэстрады и Московской областной филармонии. 
В 1951—1964 годах до ухода на пенсию играл в Театре-студии киноактёра. Много снимался в кино, его наиболее заметные роли: генерал Назаров («Звёзды на крыльях»), Русанов («Тайна вечной ночи»), командующий флотом («Голубая стрела»), Гюнтер («Девочка ищет отца»), профессор Кузьминых («Хмурый Вангур»), Кузнецов («Люди и звери»).
С 1940 года занимался литературной деятельностью, сочиняя миниатюры, писал в соавторстве с Сергеем Антоновым.
Умер 13 марта 1975 года. Похоронен на Николо - Архангельском кладбище.

## Работы в театре

### Театр-студия киноактёра
- «Попрыгунья» — Дымов
- «Директор» — Покаржельский-отец
- «Иван Васильевич» — шведский посол
- «Русские люди» — Васин

## Фильмография

### Актёр
1. 1925 — В тылу у белых — Василий
2. 1931 — Рядом с нами — Кошкевич
3. 1937 — Глубокий рейд — лётчик Павел
4. 1937 — Два брата — Джума
5. 1938 — Болотные солдаты — немецкий коммунист (нет в титрах)
6. 1946 — Глинка — гусар, возлюбленный Марии Петровны (нет в титрах)
7. 1948 — Мичурин — поклонник Мичурина
8. 1949 — Падение Берлина (2-я серия) — генерал армии Соколовский
9. 1951 — Незабываемый 1919 год — эпизод[1]
10. 1953 — Адмирал Ушаков — эпизод
11. 1954 — Анна на шее — господин на балу
12. 1954 — Дамы — директор народных училищ
13. 1954 — Надежда — Василий Павлович, секретарь райкома
14. 1955 — Звёзды на крыльях — генерал Назаров
15. 1955 — Педагогическая поэма — председатель народного образования
16. 1955 — Салтанат — Беляев
17. 1955 — Сын — директор школы
18. 1955 — Тайна вечной ночи — Дмитрий Петрович Русанов
19. 1955 — Урок жизни — секретарь райкома
20. 1956 — Мы здесь живём — Кудряш
21. 1957 — Его время придёт — капитан
22. 1958 — Голубая стрела — командующий флотом
23. 1959 — Девочка ищет отца — Гюнтер, немецкий комендант г. Запольска
24. 1959 — Небо зовёт — астронавт Роберт Кларк
25. 1959 — Хмурый Вангур — Кузьминых Алексей Архипович, профессор
26. 1961 — Две жизни — Константин Михайлович, адъютант Половцева (нет в титрах)
27. 1961 — Жизнь сначала — профессор Андреев
28. 1961 — Чистое небо — руководитель полёта
29. 1962 — Люди и звери — Кузнецов, директор завода
30. 1962 — Семь нянек — директор завода (нет в титрах)
31. 1962 — Цепная реакция — немец
32. 1962 — Я буду танцевать — Павлов
33. 1964 — Космический сплав — генерал
34. 1964 — Я — «Берёза» — немецкий генерал
35. 1965 — Люди остаются людьми — немецкий командир
36. 1965 — Путешественник с багажом — эпизод
37. 1965 — Сердце матери — эпизод
38. 1967 — Дай лапу, Друг! — владелец эрдельтерьера по кличке «Шмель»
39. 1968 — Крах — Булак-Балахович
40. 1972 — Моя жизнь — чиновник (нет в титрах)
41. 1974 — Скворец и Лира — эпизод

### Озвучивание
1. 1959 — Незваные гости (Таллинфильм) — полковник Кикас (роль Антса Лаутера)
2. 1960 — Крестоносцы (Krzyżacy; Польша)
3. 1961 — Рассказ нищего (Грузия-фильм) — Илья Чавчавадзе (роль Александра Гомелаури)